# Alto de basamento

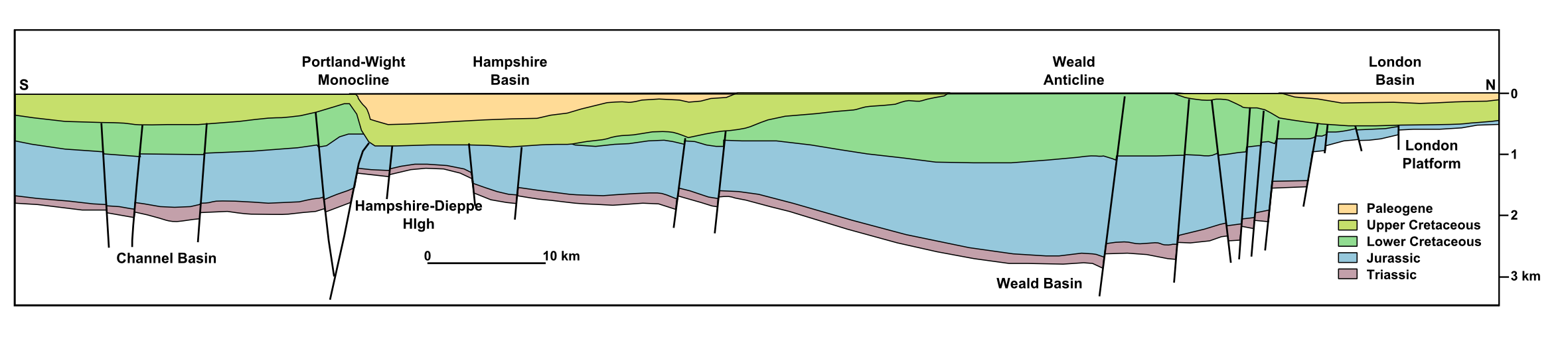
Sección vertical a través del sur de Inglaterra mostrando un alto de basamento entre las cuencas del canal de la Mancha y el Weald

En la geología, un alto de basamento es una parte del basamento en una cuenca sedimentaria que esta más cerca de la superficie o es más alta que el basamento en su entorno. Las estructuras denominadas altos de basamento pueden estar ocultas por el relleno sedimentario de la cuenca de modo que carecen de expresión topográfica o batimétrica. Generalmente los altos de basamento son elementos alargados de origen tectónico. Los arcos son grandes anticlinales muy abiertos que pueden corresponder a altos de basamento. Los altos de basamento influencian la migración y distribución actual de petróleo en las cuencas sedimentarias y pueden en sí mismos constituir reservorios de hidrocarburos. Es común que los altos de basamentos separen distintos depocentros y cuencas o subcuencas sedimentarias. 